# Ky Hurst
Ky Hurst (Australia, 11 de marzo de 1981) es un nadador australiano retirado especializado en pruebas de larga distancia en aguas abiertas, donde consiguió ser subcampeón mundial en 1998 en los 5 km en aguas abiertas.

## Carrera deportiva
En el Campeonato Mundial de Natación de 1998 celebrado en Perth (Australia), ganó la medalla de plata en los 5 km en aguas abiertas, con un tiempo de 55:24 segundos, tras el ruso Aleksej Akatiev (oro con 55:18 segundos) y por delante del italiano Luca Baldini  (bronce con 55:37 segundos).